# 1959 în film
- 1958 în cinematografie — 1959 în cinematografie — 1960 în cinematografie

## Premiere
- Operation Amsterdam, regia Michael McCarthy

## Filmele cu cele mai mari încasări
Filmele cu cele mai mari încasări din 1959 în SUA:
| #   | Titlu                 | Studio         | Actori principali                                                         | Încasări    |
| --- | --------------------- | -------------- | ------------------------------------------------------------------------- | ----------- |
| 1.  | Ben-Hur               | MGM            | Charlton Heston, Stephen Boyd, Haya Harareet, Hugh Griffith, Jack Hawkins | $36.992.000 |
| 2.  | Sleeping Beauty*      | Disney         | Mary Costa, Eleanor Audley, Bill Shirley, Verna Felton                    | $21.998.000 |
| 3.  | North by Northwest    | MGM            | Cary Grant, Eva Marie Saint, James Mason                                  | $12.703.000 |
| 4.  | Some Like It Hot      | United Artists | Marilyn Monroe, Tony Curtis, Jack Lemmon                                  | $10.128.000 |
| 5.  | Pillow Talk           | Universal      | Doris Day, Rock Hudson, Tony Randall                                      | $9.670.000  |
| 6.  | Imitation of Life     | Universal      | Lana Turner, John Gavin, Sandra Dee                                       | $9.618.000  |
| 7.  | Suddenly, Last Summer | Columbia       | Elizabeth Taylor, Montgomery Clift, Katharine Hepburn                     | $6.375.000  |
| 8.  | The Nun's Story       | Warner Bros.   | Audrey Hepburn, Peter Finch                                               | $5.750.000  |
| 9.  | Rio Bravo             | Warner Bros.   | John Wayne, Dean Martin, Angie Dickinson                                  | $5.650.000  |
| 10. | Anatomy of a Murder   | Columbia       | James Stewart, Lee Remick, Ben Gazzara                                    | $5.500.000  |
| 11. | On the Beach          | United Artists | Gregory Peck, Ava Gardner, Fred Astaire                                   | $4.803.000  |
| 12. | Operation Petticoat   | Universal      | Cary Grant, Tony Curtis, Dina Merrill                                     | $3.950.000  |

(*) După relansarea cinematografică

## Premii

### Oscar
- Cel mai bun film:
- Cel mai bun regizor:
- Cel mai bun actor:
- Cea mai bună actriță:
- Cel mai bun film străin:

Articol detaliat: Oscar 1959

### BAFTA
- Cel mai bun film:
- Cel mai bun actor:
- Cea mai bună actriță:
- Cel mai bun film străin: